# Stanislav Kousek
Stanislav Kousek (* 4. března 1953) je bývalý český hokejový útočník.

## Hokejová kariéra
V československé lize hrál za Duklu Jihlava a CHZ Litvínov. Nastoupil v 70 ligových utkáních, dal 9 gólů a měl 8 asistencí. S Duklou Jihlava získal v roce 1974 mistrovský titul. V nižších soutěži hrál i za Duklu Jihlava B, Moravia DS Olomouc, Slovan Ústí nad Labem, ZVVZ Milevsko a Slovan Louny.

## Klubové statistiky
| Sezona    | Klub                  | Soutěž  | Základní část | Základní část | Základní část | Základní část | Základní část |
| Sezona    | Klub                  | Soutěž  | Z             | G             | A             | B             | TM            |
| --------- | --------------------- | ------- | ------------- | ------------- | ------------- | ------------- | ------------- |
| 1972/1973 | CHZ Litvínov          | 1. liga | 18            | 1             | 2             | 3             | -             |
| 1973/1974 | Dukla Jihlava         | 1. liga | 4             | 1             | 3             | 4             | -             |
| 1973/1974 | Dukla Jihlava B       | 2. liga | -             | -             | -             | -             | -             |
| 1974/1975 | Dukla Jihlava B       | 2. liga | -             | -             | -             | -             | -             |
| 1975/1976 | TJ Moravia DS Olomouc | 2. liga | -             | -             | -             | -             | -             |
| 1975/1976 | CHZ Litvínov          | 1. liga | 8             | 0             | 0             | 0             | -             |
| 1976/1977 | CHZ Litvínov          | 1. liga | 40            | 7             | 3             | 10            | -             |
| 1977/1978 | Slovan Ústí nad Labem | 2. liga | -             | -             | -             | -             | -             |
| 1978/1979 | ZVVZ Milevsko         | 2. liga | -             | -             | -             | -             | -             |
| 1979/1980 | ZVVZ Milevsko         | 2. liga | -             | -             | -             | -             | -             |
| 1980/1981 | ZVVZ Milevsko         | 2. liga | -             | -             | -             | -             | -             |
| 1981/1982 | Slovan Louny          | 2. liga | -             | -             | -             | -             | -             |